# Българоезична Уикипедия
Българоезичната Уикипедия е разновидност на Уикипедия на български език, започната на 6 декември 2003 г. Първата статия е Григориански календар в превод от френски език, като приоритет на първите редактори е преводът на интерфейса и на първите помощни страници на български език.
Към ноември 2023 г. по брой статии тя е на 40-о място от 326 уикипедии на различни езици. Към 10 август 2025 г. същата има 305 263 статии. Последните статии, по които се работи, се виждат от препратката Последни промени на менюто вляво на всяка страница при използване на настолен компютър или лаптоп.

## Начална страница
Началната страница е входната точка към съдържанието на българоезичната Уикипедия за всички посетители, избрали URL адреса в своя уеб браузър. Тя съдържа следните раздели:
1. Въведение
2. Портали
3. Избрана картинка на деня в Общомедия
4. Избрана статия на седмицата
5. На днешната дата през
6. Знаете ли
7. Сродни проекти
8. Междуикита
9. Съдържание

## Организация на съдържанието
Статиите са разпределени в категории, организирани по теми. Категориите са автоматично създавани и подреждани списъци от заглавията на страниците, причислени към тях.
Освен категориите, по най-интересните теми са създадени и портали. Усилията на група редактори с интереси в някоя обща тема и желание да я развиват съвместно се координират чрез създаване на специална страница – проект. Това не е място за писане на енциклопедични статии, а за организация на авторите в тази категория, за планиране на дейностите им, обмен на източници на информация по темата и обсъждания. Текущите проекти са изброени на Уикипедия:Проект.

## Брой статии
Седем от уикипедиите, класирани преди българоезичната по брой статии, имат по-малко потребители от нея към 28 септември 2009 г., а три, класирани след нея, имат повече. Шест от уикипедиите, класирани преди българската, са успели да създадат и съхранят статиите си с по-малък брой редакции, отколкото българоезичната към същата дата.
Статия номер 100 000 е достигната на 24 май 2010 г. (вж. проект Уикипедия:100 000), а статия номер 150 000 – на 17 юли 2013 г. (вж. проект Уикипедия:150 000). Границата от 200 000 статии е премината през юни 2015 г.; от 250 000 – през март 2019 г. (вж. Статистики за Българоезичната Уикипедия във Външни препратки)
От създаването на Българската Уикипедия до момента са направени 12 633 989 редакции по 690 482 страници, от които 305 263 са чисти статии.

## Потребители
Уикипедия е едновременно енциклопедия и общност от редакторите, които я създават. Всеки, престрашил се да редактира Уикипедия, е неин редактор. И всеки, който редактира Уикипедия, поема отговорност за приносите си. Същевременно Уикипедия принадлежи на всички нейни читатели и отговорността за създаването и поддръжката зависят от всяко тяхно действие или бездействие. В българската и другоезичните уикипедии потребителите могат да си регистрират потребителското си име с каквато азбука желаят, например кирилица.
В Българоезичната Уикипедия през последните 30 дни са работили 603 от общо 362 935 регистрирани потребители.

### Специални групи потребители
| Група           | Брой потребители в групата | Спрямо общия брой потребители | Спрямо активните потребители |
| --------------- | -------------------------- | ----------------------------- | ---------------------------- |
| бюрократи       | 6                          | 1 / 60489                     | 1 / 101                      |
| проверяващи     | 0                          | –                             | –                            |
| администратори  | 20                         | 1 / 18147                     | 1 / 30                       |
| патрулиращи     | 60                         | 1 / 6049                      | 1 / 10                       |
| автопатрулиращи | 263                        | 0,07%                         | 43,62%                       |
| ботове          | 106                        | 0,03%                         | 17,58%                       |

## Посещаемост
| \| Страни в които Уикипедия на български език има най-много посещения. (средно за периода от 1 февруари 2017 до 28 февруари 2017 г.) \| Страни в които Уикипедия на български език има най-много посещения. (средно за периода от 1 февруари 2017 до 28 февруари 2017 г.) \| Страни в които Уикипедия на български език има най-много посещения. (средно за периода от 1 февруари 2017 до 28 февруари 2017 г.) \| Страни в които Уикипедия на български език има най-много посещения. (средно за периода от 1 февруари 2017 до 28 февруари 2017 г.) \| Страни в които Уикипедия на български език има най-много посещения. (средно за периода от 1 февруари 2017 до 28 февруари 2017 г.) \| \| --------------------------------------------------------------------------------------------------------------------------------- \| --------------------------------------------------------------------------------------------------------------------------------- \| --------------------------------------------------------------------------------------------------------------------------------- \| --------------------------------------------------------------------------------------------------------------------------------- \| --------------------------------------------------------------------------------------------------------------------------------- \| \| \| \| \| \| \| \| България \| България \| \| 86.7% \| 86.7% \| \| Германия \| Германия \| \| 2.8% \| 2.8% \| \| Великобритания \| Великобритания \| \| 2.0% \| 2.0% \| \| САЩ \| САЩ \| \| 1.9% \| 1.9% \| \| Франция \| Франция \| \| 1.2% \| 1.2% \| \| Испания \| Испания \| \| 0.5% \| 0.5% \| \| в други страни \| в други страни \| \| 4.9% \| 4.9% \| \| (0,1 % от общата посещаемост в Уикипедия) \| \| \| \| \| |                |  |       |       |
| Страни в които Уикипедия на български език има най-много посещения. (средно за периода от 1 февруари 2017 до 28 февруари 2017 г.) |                |  |       |       |
| |                |  |       |       |
| България | България       |  | 86.7% | 86.7% |
| Германия | Германия       |  | 2.8%  | 2.8%  |
| Великобритания | Великобритания |  | 2.0%  | 2.0%  |
| САЩ | САЩ            |  | 1.9%  | 1.9%  |
| Франция | Франция        |  | 1.2%  | 1.2%  |
| Испания | Испания        |  | 0.5%  | 0.5%  |
| в други страни | в други страни |  | 4.9%  | 4.9%  |
| (0,1 % от общата посещаемост в Уикипедия) |                |  |       |       |

### България
За първото тримесечие на 2013 година, 50,2% от потребителите, посетили Уикипедия от България, са посетили именно българоезичната Уикипедия, а 41% – Уикипедия на английски език. От посещенията на всички езикови версии на Уикипедия, посещенията от България са около 0,3%.
| Тримесечие | Дял () | Английски | Български | Общ портал | Руски | Немски | Турски | Френски | Испански | Италиански | Полски | Други |
| ---------- | ------ | --------- | --------- | ---------- | ----- | ------ | ------ | ------- | -------- | ---------- | ------ | ----- |
| 2009 Q3    | 0,2%   | 48,7%     | 42,7%     | 2,2%       | 2,3%  | 1,3%   | 0,4%   | 0,5%    | 0,3%     | 0,3%       | 0,2%   | 1,1%  |
| 2009 Q4    | 0,2%   | 44,7%     | 47,1%     | 2,2%       | 2,0%  | 1,3%   | 0,4%   | 0,5%    | 0,3%     | 0,3%       | 0,1%   | 1,1%  |
| 2010 Q1    | 0,3%   | 45,6%     | 46,7%     | 1,8%       | 2,1%  | 1,1%   | 0,4%   | 0,5%    | 0,3%     | 0,4%       | 0,09%  | 1,0%  |
| 2010 Q2    | 0,3%   | 52,4%     | 39,9%     | 2,0%       | 2,0%  | 1,1%   | 0,3%   | 0,5%    | 0,3%     | 0,3%       | 0,1%   | 1,1%  |
| 2010 Q3    | 0,3%   | 56,1%     | 35,9%     | 1,8%       | 2,2%  | 1,2%   | 0,4%   | 0,5%    | 0,4%     | 0,3%       | 0,2%   | 1,0%  |
| 2010 Q4    | 0,3%   | 50,4%     | 41,7%     | 2,0%       | 2,2%  | 1,1%   | 0,4%   | 0,4%    | 0,3%     | 0,2%       | 0,1%   | 1,2%  |
| 2011 Q1    | 0,3%   | 50,0%     | 42,1%     | 1,6%       | 2,4%  | 1,1%   | 0,5%   | 0,5%    | 0,3%     | 0,3%       | 0,2%   | 1,1%  |
| 2011 Q2    | 0,3%   | 47,2%     | 43,6%     | 1,8%       | 2,9%  | 1,2%   | 0,5%   | 0,5%    | 0,4%     | 0,3%       | 0,2%   | 1,4%  |
| 2011 Q3    | 0,3%   | 46,0%     | 34,0%     | 12,9%      | 3,0%  | 1,0%   | 0,5%   | 0,5%    | 0,4%     | 0,3%       | 0,3%   | 1,1%  |
| 2011 Q4    | 0,3%   | 39,6%     | 41,5%     | 12,4%      | 2,6%  | 1,0%   | 0,6%   | 0,4%    | 0,5%     | 0,3%       | 0,08%  | 1,0%  |
| 2012 Q1    | 0,3%   | 42,4%     | 45,0%     | 5,6%       | 2,8%  | 1,1%   | 0,6%   | 0,5%    | 0,4%     | 0,3%       | 0,1%   | 1,2%  |
| 2012 Q2    | 0,3%   | 43,4%     | 46,1%     | 3,3%       | 3,0%  | 1,1%   | 0,5%   | 0,5%    | 0,4%     | 0,3%       | 0,2%   | 1,2%  |
| 2012 Q3    | 0,3%   | 47,1%     | 42,2%     | 2,7%       | 3,6%  | 1,1%   | 0,7%   | 0,5%    | 0,4%     | 0,3%       | 0,2%   | 1,2%  |
| 2012 Q4    | 0,3%   | 42,3%     | 48,0%     | 2,1%       | 3,0%  | 1,2%   | 0,6%   | 0,5%    | 0,3%     | 0,4%       | 0,1%   | 1,5%  |
| 2013 Q1    | 0,3%   | 41,0%     | 50,2%     | 1,3%       | 3,0%  | 1,0%   | 0,8%   | 0,5%    | 0,3%     | 0,4%       | 0,1%   | 1,4%  |

Повече информация: Дял на посещаемост Архив на оригинала от 2011-06-24 в Wayback Machine..

## Картинки
Към март 2010 г., Уикипедия на български език ползва картинки, аудио и видеоклипове от Общомедия, споделена библиотека със стотици хиляди файлове със свободен лиценз. Локалното качване на файлове в българската версия не е възможно, а съществуващите файлове постепенно се преместват в Общомедия или заместват със свободни файлове.